# Слешинський Іван Владиславович
Іва́н Владисла́вович Слеши́нський (пол. Jan Sleszyński; 29 червня 1854, Лисянка, Київщина — 9 березня 1931, Краків) — польський та український математик, логік. Професор Новоросійського та Ягеллонського університетів, один із популяризаторів ідей математичної логіки в Україні на початку XX століття.

## Біографія
Народився 29 червня 1854 року в польській родині в селі Лисянка на Київщині. З 1864 року навчався в кишинівській гімназії, а з 5-го класу — в Рішельєвській гімназії Одеси. У 1871 році вступив на математичне відділення фізико-математичного факультету Новоросійського університету, який закінчив у 1875 році із золотою медаллю та ступенем кандидата. Був залишений при університеті на кафедрі чистої математики для підготовки до професорського звання. Його вчителем був Є. Ф. Сабінін.
Після складання магістерського іспиту викладав математику в середніх навчальних закладах Києва та Одеси. У 1881–1882 роках удосконалював свої знання в Берліні, де навчався у видатних математиків Карла Веєрштрасса, Леопольда Кронекера та Ернста Куммера.
Повернувшись до Одеси, у 1883 році захистив роботу на право читання лекцій і був обраний приват-доцентом чистої математики в Новоросійському університеті, де викладав вищу алгебру, диференціальне числення, теорію ймовірностей, теорію чисел та інші курси. Також викладав на Одеських вищих жіночих курсах.
У 1889 році успішно захистив магістерську дисертацію «Про збіжність неперервних дробів». У 1893 році захистив докторську дисертацію «До теорії способу найменших квадратів», після чого був обраний екстраординарним, а у 1899 році — ординарним професором чистої математики. З 1908 року — заслужений професор Новоросійського університету.
Через складні політичні умови після революції 1905 року у 1909 році, на власне прохання, звільнився з університету. У 1911 році переїхав до Кракова, де став професором філософського факультету, а з 1919 року — ординарним професором математики та логіки Ягеллонського університету.
У 1924 році вийшов на пенсію. 11 вересня 1925 року йому було присвоєно звання заслуженого професора. Був членом Математичного товариства в Москві, Філософського товариства у Кракові та Польського математичного товариства. Помер 9 березня 1931 року в Кракові.

## Наукова діяльність
Основні праці Івана Слешинського стосуються теорії чисел, теорії ймовірностей та математичної логіки.
У теорії чисел він досліджував збіжність нескінченних ланцюгових дробів, зокрема з комплексними елементами. Знайдені ним достатні умови збіжності значно узагальнили попередні результати інших вчених і зберігають своє значення донині.
У теорії ймовірностей присвятив докторську дисертацію обґрунтуванню методу найменших квадратів. У своїй роботі він дав історичний огляд розвитку методу, підкресливши вирішальне значення праць П. Л. Чебишова, та обґрунтував метод на основі мемуарів О. Л. Коші.
Наприкінці XIX — на початку XX століття Іван Слешинський став одним із перших популяризаторів ідей математичної логіки в Україні. Прагнучи до точності та повноти математичних доведень, він звернувся до цієї, на той час малодослідженої, галузі знань. Він вважав, що криза в математиці початку XX століття пов'язана з прогалинами в доведеннях, подолати які здатна лише математична логіка. Завдяки його діяльності Новоросійський (Одеський) університет став осередком поширення математичної логіки. У краківський період його наукова робота повністю зосередилася на цій проблематиці. Його найважливішими працями цього періоду стали «Про значення логіки для математики», «Про логіку традиційну» та двотомна «Теорія доказу».

## Педагогічна діяльність та учні
У 1890-ті роки Іван Слешинський став провідною фігурою серед одеських математиків. Його вплив позначився на діяльності численних учнів, серед яких І. Ю. Тимченко, В. Ф. Каган, С. Й. Шатуновський, Є. Л. Буницький та інші.
Він також зробив значний внесок у популяризацію фізико-математичних знань, працюючи в редакції журналу «Вісник дослідної фізики та елементарної математики» (ВОФЭМ) та у видавництві «Mathesis».

## Нагороди
- Орден Святого Станіслава[1]
- Орден Святої Анни[1]